# Khada
Khada är en ort i Indien.   Den ligger i distriktet Kushinagar och delstaten Uttar Pradesh, i den nordöstra delen av landet, 700 km öster om huvudstaden New Delhi. Khada ligger 96 meter över havet och antalet invånare är 16 350.
Terrängen runt Khada är mycket platt. Runt Khada är det tätbefolkat, med 982 invånare per kvadratkilometer. Närmaste större samhälle är Siswā Bāzār, 13,0 km väster om Khada. Trakten runt Khada består till största delen av jordbruksmark.